# 사우스햄스

사우스햄스의 위치

사우스햄스(영어: South Hams)는 잉글랜드 데번주에 위치한 비도시 자치구로 중심 도시는 토트니스이며 인구는 84,108명(2014년 기준), 면적은 886.51km2이다.